# 40e régiment de transmissions
Le 40e régiment de transmissions est une unité de l'armée de terre française basée à Thionville (Moselle).

## Historique
Le 40e RT a son origine dans la création le 1er avril 1951 du 40e Bataillon de transmissions à Fribourg-en-Brisgau (Allemagne de l'Ouest). En 1956, il prend l’appellation de 709e Bataillon de transmissions à l'occasion de son départ pour l'Algérie, où il tient garnison successivement à Batna, Khenchela et Tébessa, pour théâtre d'intervention, le massif des Aurès. La 40e Compagnie de transmissions est créée à Coblence (Allemagne) en 1958. Celle-ci sera dissoute le 30 avril 1969.
Le 1er novembre 1969, le 40e Régiment de transmissions est créée au quartier Turenne à Neustadt an der Weinstraße en Allemagne et reçoit son drapeau le 27 mai 1970 du Général Stuck, Inspecteur des Transmissions. En 1973, il déménage à Sarrebourg en Moselle et s'installe dans les quartiers Dessirier et Gérôme. Le 29 septembre 1973, le Colonel Junqua devient officiellement le 1er commandant d'armes de la Place de Sarrebourg et la Saint-Gabriel ce jour-là se déroule en présence du Premier ministre Pierre Messmer, du général Valentin, commandant la 1re Armée et du général Petkovesk, inspecteur des Transmissions.
À compter de 1984, il s'installe dans la garnison de Thionville (quartier Jeanne d'Arc) et à Hettange-Grande (quartier Guyon-Gellin). Régiment de la Ire armée jusqu'à la chute du mur de Berlin, du 3e corps d'armée, il intègre la brigade de transmissions et d'appui au commandement en 1994. Depuis le 1er janvier 2011, il est soutenu par la base de défense de Metz.
En 2009, le 40e RT est le premier régiment des forces terrestres à avoir formé une section de cadets de la défense dans le cadre du plan égalité des chances. En 2012, il encadre pour la quatrième année consécutive une section de cadets. Cette action de formation est réalisée en partenariat avec les lycées de Thionville.

## Héraldique
Insigne aux couleurs bleu royal et or qui porte les lions (lions du palatinat) adossés à la ville de Neustadt, symbole de force et de courage, rehaussés du "T" de l'arme des transmissions. La devise en haut et le numéro du régiment en bas sont inscrits en exergue. La devise est portée fièrement mais sans prétention.
Le premier insigne est homologué le 13 avril 1970 sous le numéro G2247. Le 40eRT étant le premier régiment de transmissions à porter le numéro 40, il ne possède pas de tradition.
"Lors de l'envoi de mon projet d'insigne pour le régiment, il fut refusé une première fois du fait que l'on avait omis de doter les lions de leur sexe! Colonel Lair".
Un second insigne du régiment existe, identique au premier à l'exception de la devise qui ne figure plus. Elle fut supprimée en 1979 à la demande du Chef de corps de l'époque, le Colonel Landart, et des cadres qui la jugeait "d'une prétention ridicule"(homologation G2756).

## Drapeau du régiment

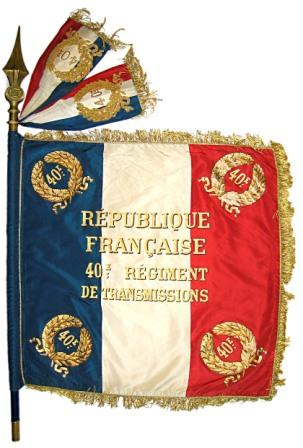
Drapeau du 40e Régiment de Transmissions.

Depuis 1812 (campagne de Russie), les couleurs du drapeau régimentaire sont celles de la Nation, adoptées à la suite de la journée du 14 juillet 1789 : l'association du bleu et du rouge (couleurs municipales de Paris) à la cocarde blanche du Roi. À l'origine, ces couleurs étaient dans un ordre différent (rouge, blanc, bleu) et c'est à la demande du célèbre peintre David, député, que la convention inversa les couleurs du drapeau français le 17 février 1794 : "Pour l'esthétisme, le bleu doit être attaché à la hampe, le blanc situé au milieu, le rouge doit flotter dans les airs".
Le modèle actuellement en vigueur dans ses symboles et figurations remonte aux traditions de la Troisième République (1880). Sur les deux faces et les quatre angles, il porte des couronnes de chêne et de laurier. À l'avers "République française", au revers "Honneur et Patrie" avec le nom et la date des batailles attribuées à l'unité.
Les traditions du Régiment ne remontant qu'après la Libération avec pour seul engagement l'Algérie (1956-1962), le drapeau du régiment ne bénéficie pas d'inscription sur ses plis.
En outre, sont ajoutés une cravate bicolore en soie brodée, une hampe bleue surmontée d'un fer de lance en bronze doré portant à sa base "RF" placé dans un macaron avec le numéro de l'unité.
- 1969-1971: Le 40e RT reçoit pour mission de fournir en toutes circonstances l'ensemble des liaisons permettant au Général commandant la 1re Armée de commander ses unités subordonnées. Il s'agit en outre de réaliser l'interface entre les transmissions des forces et celles du Haut Commandement National (HCN). Dès l'origine, il était prévu de faire implanter l'unité de transmissions d'armée au côté de son autorité de tutelle à Strasbourg (PC de la 1re Armée). Les casernements prévus au Camp d'Oberhoffen (67) n'étant pas encore réalisés, il est décidé de maintenir le nouveau 40e RT à Neustadt. Ce dernier lieu devant être occupé par le 42e RT alors organisme d'instruction des Transmissions FFA. Le maintien provisoire du 40e RT entraîne une transformation du régiment qui devient unité de support au Groupement d'instruction. Il est chargé de la formation élémentaire toutes armes (FETTA) et de la formation élémentaire d'armes (FEA) sauf pour certaines spécialités à la charge du 8e RT. De telle sorte que le régiment constitue entre 1969 et 1971 un véritable Centre d'Instruction de Transmissions (CIT) pour les FFA.
- Le 1er octobre 1971, le régiment s'aligne sur de nouvelles structures de soutien des transmissions du commandement de la 1re Armée par la scission de la Compagnie de Transmissions d'Armée (CTA) en une Compagnie d'exploitation (CE) et une Compagnie de Faisceaux Hertziens (CFH). Cette nouvelle organisation permet de mieux adapter le régiment à sa mission au fur et à mesure qu'évoluent les correspondants de la 1re Armée, ainsi que les moyens mis à sa disposition, comme l'intégration de l'arme nucléaire tactique (combinaison de la manœuvre blindée et feu nucléaire).

## Anciens chefs de corps
- 2025-2027 : Colonel Lacroix Cyril
- 2023-2025 : Colonel Lara Mathieu
- 2021-2023 : Colonel Kauffman David

- 2019-2021 : Colonel Maire Nicolas
- 2017-2019 : Colonel Branche Lionel[1]
- 2015-2017 : Colonel Augustin Christophe [2]
- 2013-2015 : Colonel Ortemann Anne-Cécile[3]
- 2011-2013 : Colonel Naville Thierry
- 2009-2011 : Colonel Fourmond Nicolas
- 2007-2009 : Colonel Diard Jean-Michel
- 2005-2007 : Colonel Barbe Sully
- 2003-2005 : Colonel Teisseire Pierre Jacques
- 2002-2003 : Colonel Dessin Marc
- 2000-2002 : Colonel Maïsetti Jacques
- 1998-2000 : Colonel Lapprend
- 1996-1998 : Colonel Bazin Patrick
- 1994-1996 : Colonel Souchet
- 1992-1994 : Colonel Marcadier Gilles - décédé le 12 août 1994, touché par une maladie foudroyante pendant son commandement. La salle de conférence du régiment porte aujourd'hui son nom.
- 1990-1992 : Colonel Padernt
- 1988-1990 : Colonel Barbot
- 1986-1988 : Colonel Moller
- 1984-1986 : Colonel Audren
- 1982-1984 : Colonel Ferret
- 1980-1982 : Colonel Egretaud
- 1978-1980 : Colonel Landart
- 1976-1978 : Colonel Mutin
- 1974-1976 : Colonel Le Coz
- 1971-1974 : Colonel Junqua
- 1969-1971 : Colonel Lair

## Organisation
Le 40e régiment de transmissions est subordonné à la brigade d'appui numérique et cyber. Il comporte un effectif de 870 militaires d'active, de 6 civils de la défense et de 120 réservistes.
Son soutien est assuré par le groupement de soutien de la base de défense de Metz.
Le régiment se compose de sept unités élémentaires :
- une compagnie de commandement et de logistique ;
- cinq compagnies de transmissions spécialisées dans la mise en œuvre des moyens de transmissions par satellite, radio, des réseaux informatiques de commandement des forces terrestres ;
- une unité d'intervention de réserve (UIR).

Chaque compagnie du 40e RT est jumelée avec une commune environnante de la ville de Thionville.
- la 1re compagnie avec la commune de Kœnigsmacker.
- la 2e compagnie avec la commune de Yutz depuis le 24 novembre 2012.
- la 3e compagnie avec la commune de Terville.
- la 4e compagnie avec la commune de Rodemack.
- la 5e compagnie avec la commune de Roussy-le-Village.
- la Compagnie de Commandement et de Logistique avec la commune de Cattenom.
- la 10e compagnie avec la commune de Florange depuis le 30 avril 2022er

## Missions
La mise en place d'une politique de défense, orientée principalement vers l'action et la projection extérieure et pour la protection du territoire national, implique de disposer de moyens humains et matériels de transmissions déployables et sécurisés sous court préavis, pour fournir des moyens de commandement à la force.
Les modules de transmissions du régiment permettent de :
- fournir aux autorités militaires des moyens de télécommunications protégés permettant la planification et la conduite d'opérations aéro-terrestres ;
- armer et commander un groupement de transmissions du volume de 200 à 300 hommes au profit d'une force interarmées ou interalliés ;
- réaliser l'interface entre systèmes de transmissions opérationnels français et alliés dans le cadre de la projection d'une force multinationale : Afghanistan, Liban, Kosovo, Côte d'Ivoire,Sahel ;
- participer à la projection intérieure (Sentinelle, Vigipirate, Polmar, Hephaistos...) et aux relèves de postes outre-mer (Harpie en Guyane, île de La Réunion) ;
- participer aux expérimentations tactiques ou technico-opérationnelles avec des industriels.

La 10ecompagnie, unité de réserve, participe au plan d'alerte nationale des réservistes (TN800 - mettre 800 réservistes en action dans des délais très courts sur le territoire métropolitain).

## Opérations extérieures
Depuis 2005, le 40e régiment de transmissions a participé notamment à de nombreuses opérations :
- en 2011, le 40e RT était présent en Côte d'Ivoire, aux Émirats arabes unis, à La Réunion.
- en 2012, le 40e RT était présent au Liban et en Afghanistan.
- en 2013, le régiment verra le départ d'un détachement en Guyane française dans le cadre de l'opération Harpie, et arme le groupement de transmissions de l'opération Serval au Mali.
- en 2014, le régiment est déployé au Liban et en République de Centrafrique dans le cadre de l'opération Sangaris
- en 2015-2016, le régiment est projeté dans la bande sahélo-saharienne (Tchad, Mali et Niger) et arme le groupement de transmissions de l'opération Barkhane.
- en 2016, le régiment est déployé au Liban et sur l'île de La Réunion.
- en 2017, le régiment est projeté dans la bande sahélo-saharienne (Tchad, Niger, Mali) et arme le groupement de transmissions de l'opération Barkhane.

## Succession des occupants au Quartier Jeanne d'Arc
La caserne d'infanterie no 135 a été construite de 1912 à 1914 par l'empire allemand et se situait à l'époque en bordure de l'agglomération thionvilloise. Elle a pris le nom de caserne Jeanne d'Arc en 1918.
- 1918-1923 : 162e Régiment d'Infanterie de ligne
- 1923-1930 : 26e Bataillon de chasseurs à pied
- 1930-1936 : 168e Régiment d'Infanterie de marche
- 1936-1939 : 168e Régiment d'Infanterie de forteresse / 13e Régiment de tirailleurs algériens
- 1940-1944 : Centre de rééducation des blessés de guerre allemands
- 1945 : Centre de transit des prisonniers allemands
- 1945-1981 : 25e Régiment d'Artillerie
- 1981-1984 : 1er Régiment du Matériel de Corps d'Armée
- 1984 : Arrivée du détachement précurseur du 40e R.T.
- 1985 : Arrivée du reste du régiment.

Le quartier Jeanne d'Arc abrite désormais l’État-major et 4 unités élémentaires du 40e R.T.

## Cadets de la Défense
Le régiment accueille par ailleurs un centre de cadets de la Défense.

## Localisation
Le 40e régiment de transmissions, implanté en Moselle (57), occupe le Quartier Jeanne d'Arc à Thionville (Lorraine) et le Quartier Guyon Gellin à Hettange-Grande.

## Photos

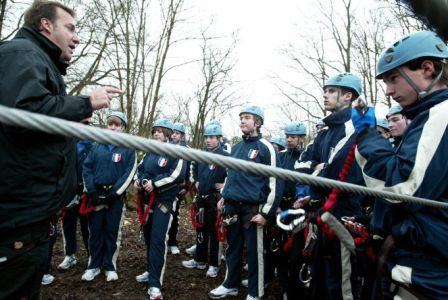
Cadets de la défense
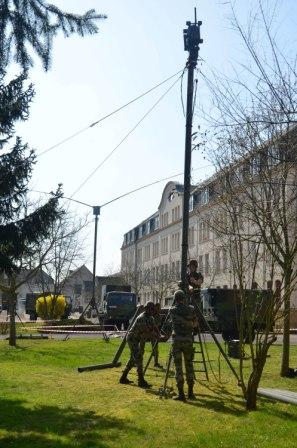
Montage d'antenne hertzienne
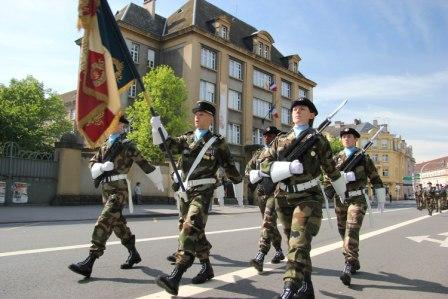
Garde au drapeau régimentaire